# Pilbara
 (juillet 2025).
Si vous disposez d'ouvrages ou d'articles de référence ou si vous connaissez des sites web de qualité traitant du thème abordé ici, merci de compléter l'article en donnant les références utiles à sa vérifiabilité et en les liant à la section « Notes et références ».
Pour les articles homonymes, voir Pilbara (homonymie).

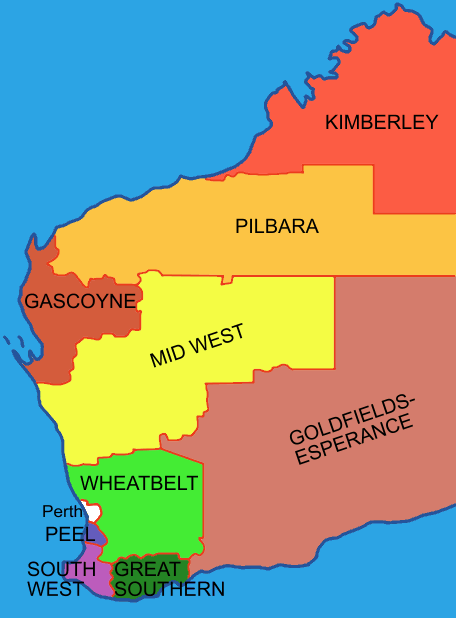
Carte des régions de l'Australie-Occidentale.

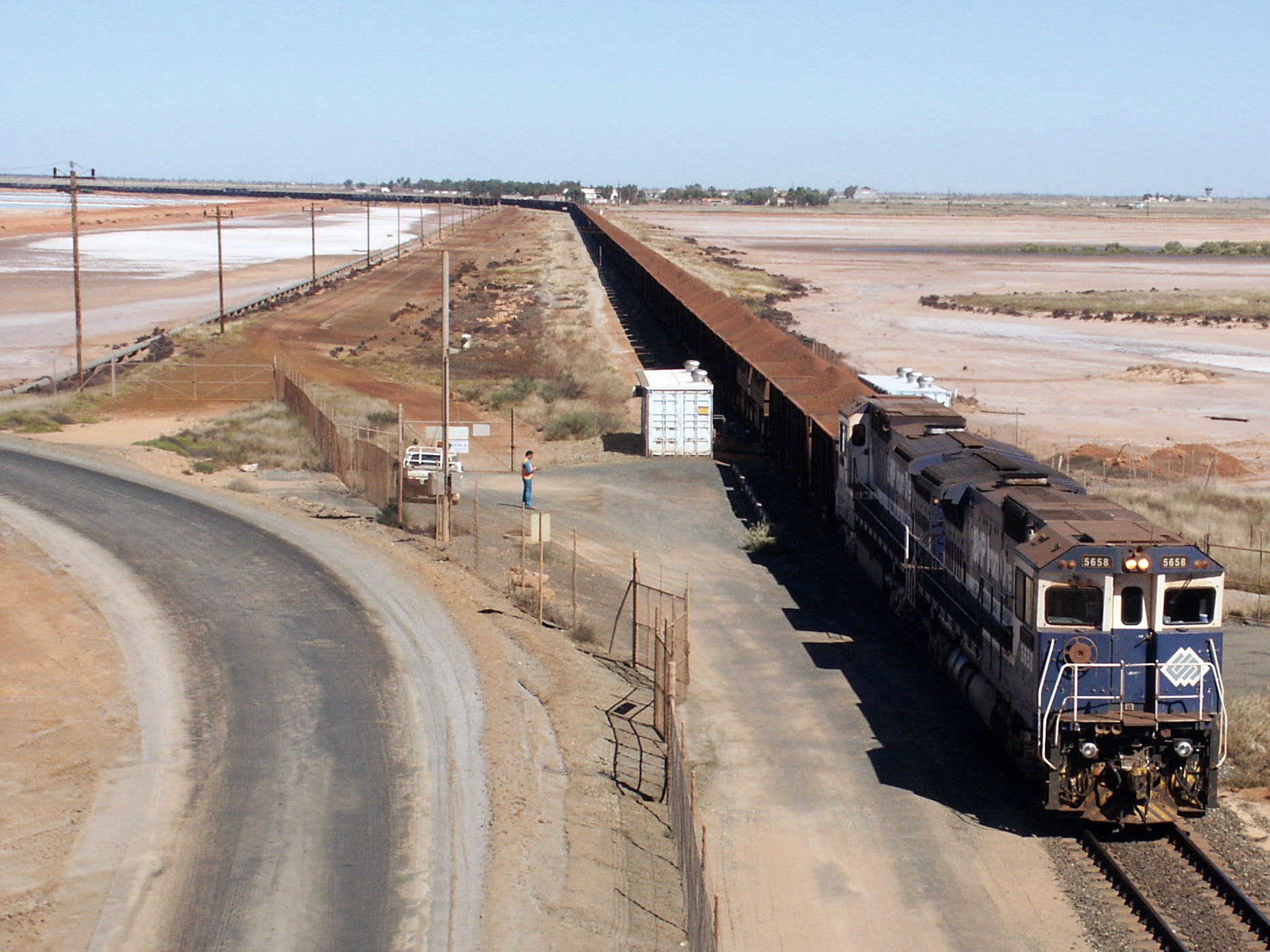
Un train de minerai de fer mu par six locomotives arrivant en gare de Port Hedland.

Le Pilbara est l'une des neuf régions d'Australie-Occidentale selon le Regional Development Commissions Act 1993 et aussi une biorégion selon l'Interim Biogeographic Regionalisation for Australia (IBRA). Il est limité par l'océan Indien au nord-ouest, le Kimberley au nord, le territoire du Nord à l'est et au sud, d'ouest en est : le Gascoyne, le Mid West, le Goldfields-Esperance.

## Géographie
Sa superficie est de 507 896 km2 (presque équivalente à celle de la France métropolitaine) et une population d'un peu plus de 40 000 habitants dont la plupart vivent dans le tiers ouest de la région, dans les villes de Port Hedland, Karratha, Newman et Marble Bar. 
La région est divisée en trois secteurs géographiques :
- le tiers Ouest près de la côte est une grande plaine de sable sur laquelle se trouve la plus grande partie de la population, de l'agriculture et de l'industrie de la région ;
- le tiers Est est désertique et n'a qu'une très faible population d'Aborigènes : très protégées des intrus, les réserves aborigènes sont assez vastes pour permettre aux descendants des premiers habitants de l'Australie de vivre presque sans contact avec la civilisation moderne ;
- le tiers central contient quelques exploitations minières et touristiques (gorges). C'est là que l'on trouve quelques-uns des plus anciens terrains géologiques du monde avec des stromatolithes et des granites vieux de plus de trois milliards d'années.

Cette région contient un ensemble de roches très anciennes, connues sous le nom de craton de Pilbara.

## Climat

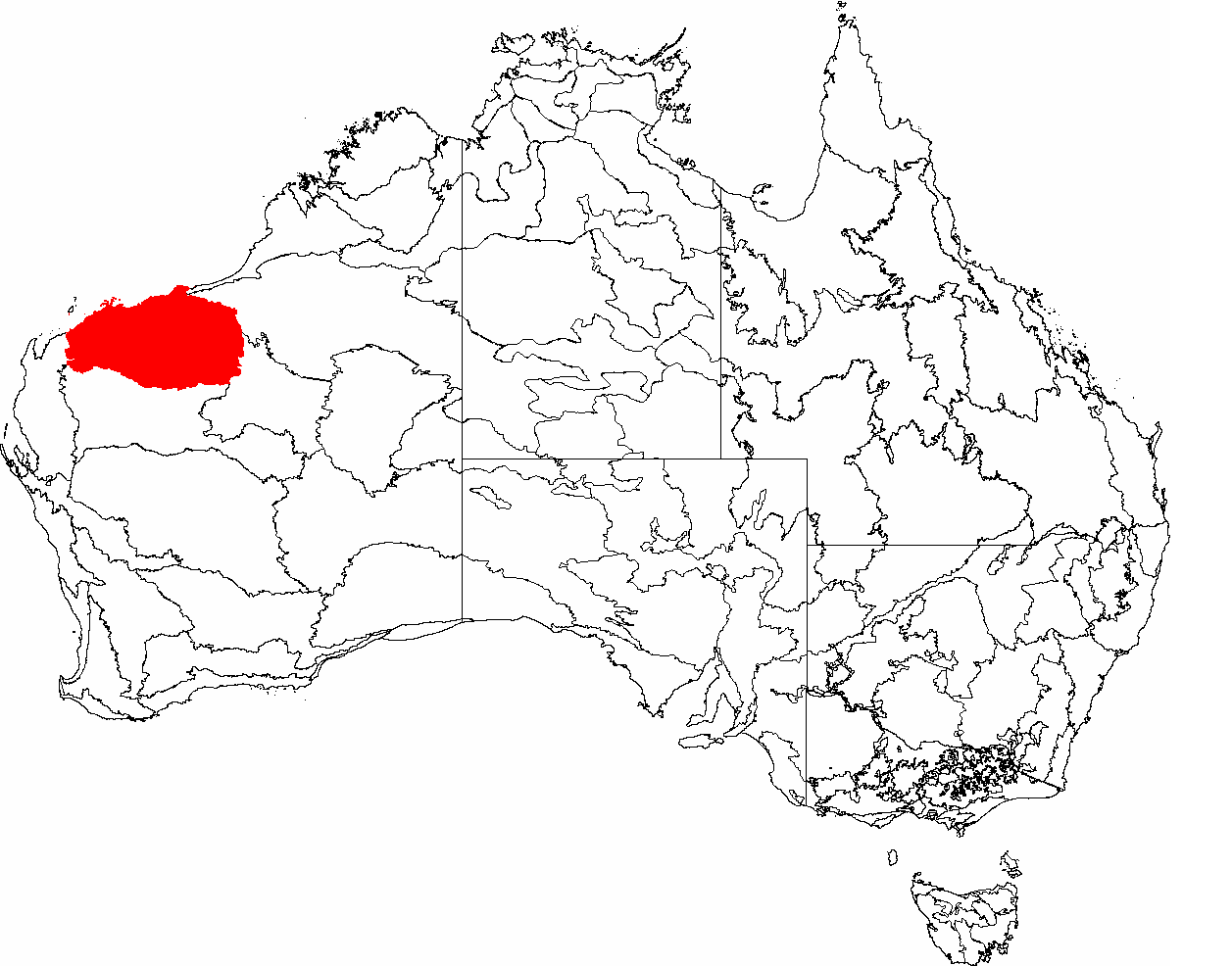
Pilbara sur une carte des régions de l'Australie.

Le climat de la région est aride ou semi-aride avec des températures élevées et des précipitations faibles. Durant les mois d'été (de fin décembre à fin mars), les températures maximales dépassent 32 °C presque tous les jours et il n'est pas rare qu'elles dépassent 45 °C. La ville de Marble Bar est réputée pour être l'une des villes les plus chaudes du monde. Elle a une fois atteint le record de 161 jours consécutifs où la température maximale avait atteint ou dépassé 37,8 °C.

## Économie et tourisme
L'économie de la région est dominée par les industries minière et pétrolière. La plus grande partie du minerai de fer australien provient de la région autour de  Tom Price et Newman. Elle emploie 9 000 personnes. La région a aussi l'une des plus importantes mines de manganèse à Woodie Woodie à 400 km au sud-est de Port Hedland.
La région a aussi un important secteur touristique avec les parcs nationaux de Karijini et de Millstream-Chichester, l'archipel Dampier et le Ningaloo Reef.

## Archéologie
Deux sites archéologiques sous-marins ont été découverts au large de la côte de Pilbara. Ces sites, immergés depuis plusieurs millénaires, constituent les premières preuves archéologiques sous-marines de l'occupation humaine en Australie, et sont associés aux peuples aborigènes de la région de Murujuga.